# Tobias Grahn
Tobias Grahn (n. 5 de marzo de 1980 en Karlskrona, Suecia) es un futbolista profesional, que juega como mediocampista del Mjällby AIF de la Allsvenska sueca, en préstamo desde el club danés Randers FC. 
El 18 de febrero de 2007 jugó su primer partido de La Liga por el Gimnàstic contra el Racing de Santander 
Hizo su debut por el Hertha Berlin el 25 de agosto, cuando perdieron por 2-0 ante el Arminia Bielefeld en la Bundesliga. En dicho partido fue sustituido en el medio tiempo, pues se ecnontraba con una tarjeta amarilla.
En la transferencia de enero de 2008, se rumoreaba que regrresaria al Brondby IF de la Liga Danesa.

## Clubes
| Club          | País      | Año         |
| ------------- | --------- | ----------- |
| Osters IF     | Suecia    | 1997 - 1998 |
| SC Beira-Mar  | Portugal  | 1998 - 1999 |
| Osters IF     | Suecia    | 1999        |
| Lyngby        | Dinamarca | 1999 - 2002 |
| Vålerenga     | Suecia    | 2001 - 2003 |
| Malmö         | Suecia    | 2003 - 2004 |
| Aarhus        | Dinamarca | 2004 - 2006 |
| Odense        | Dinamarca | 2006 - 2007 |
| Gimnàstic     | España    | 2007 - 2008 |
| Hertha Berlin | Alemania  | 2008        |
| Randers       | Dinamarca | 2008 - 2009 |
| Mjällby       | Suecia    | 2010 -      |